# Lop-nór
A Lop-nór Hszincsiangban, a Tarim-medence legmélyebb pontján, a Lop-sivatagban elhelyezkedő egykori tó. A Föld legnagyobb (10 000 km²), és a tengertől legmesszebbre fekvő lefolyástalan sóstava volt. A Kum-darja mellékfolyójának átmeneti elapadása után 1921-ben töltődött fel utoljára, majd 1958 és 1961–62 között végleg kiszáradt. A tómederben  barna földréteg, és kőkemény, vékony sóréteg felett sós mocsár húzódik. A kiszáradt tómeder a felvételeken koncentrált körökből álló „fülkagyló”ra hasonlít, a rétegekben kiemelkedő sólerakódás miatt.
A mintegy 780 m magasságban fekvő híres „vándorló tó” 2000 éve még körülbelül 20 000 km² területű lehetett, de később fokozatosan összehúzódott. Az erre járt felfedezők (Nyikolaj Przsevalszkij, Sven Hedin, Stein Aurél) mindig más helyütt találták meg. Egyrészt tápláló folyói, a Tarim és a Koncse-darja is gyakran változtatták medrüket, másrészt a mindenkori sekély tómedence általában gyorsan feltöltődött hordalékkal, kivált sóval, és a víz átmozgott egy másik területre. A Lop-nór haldoklása természetes folyamat volt, a végső lökést azonban a Tarim vizének 1952-ben történt mesterséges elterelése adta meg. A természeti környezet súlyos károsodását eredményezték az 1964 és 1996 között ebben a térségben végrehajtott kínai nukleáris kísérleti robbantások. A 20. század végén ökológiai okokból megkísérelték újraéleszteni a Lop-nórt a Boszten-tóból elvezetett vízzel. A kudarc után lemondtak erről a projektről, utakat építettek a területen és ásványkincsek után kutatnak.

## Fordítás
- Ez a szócikk részben vagy egészben  a   Lop Nor című német Wikipédia-szócikk fordításán alapul.  Az eredeti cikk szerkesztőit annak laptörténete sorolja fel. Ez a jelzés csupán a megfogalmazás eredetét és a szerzői jogokat jelzi, nem szolgál a cikkben szereplő információk forrásmegjelöléseként.